# Clemens Kremer
Clemens Kremer (* 21. Dezember 1930 in Saarlouis; † 1. Mai 2000 in Saarbrücken) war ein deutscher Komponist.

## Biografie
Nach einem Studium im Fach Komposition an der damaligen Musikhochschule Saarbrücken bei Heinrich Konietzny studierte er in Detmold bei Johannes Driessler, danach bei Olivier Messiaen am Pariser Konservatorium und bei Josef Anton Riedl in München. Er wurde 1970 an die Hochschule für Musik Saar als Dozent berufen und lehrte danach lange Jahre als Professor im Fach Komposition. An der Hochschule leitete er auch das Institut für Neue Musik. Außerdem war er als Gastprofessor an Universitäten im Ausland tätig.
Clemens Kremer hat ein umfangreiches kompositorisches Lebenswerk hinterlassen, das in einem Zeitraum von mehr als 50 Jahren entstanden ist. Es beginnt mit Vokal- und Instrumentalmusik aus dem Jahr 1940, setzt sich in einer großen Sammlung kammermusikalischer Werke fort und umfasst auch pädagogisches Material inklusive einer reichhaltigen Tonbandsammlung. Kremers Werke gelangten international zur Aufführung. Sein kompositorischer Nachlass befindet sich in der Bibliothek der Hochschule für Musik Saar.
Clemens Kremer war seit 1970 mit der freischaffenden Künstlerin Karin Kremer, (1939–2019) geb. Brinkmann verheiratet.
Der Komponist Joseph-François Kremer, geboren in 1954, ist der Sohn einer ersten Ehe mit der französischen Philosophin Angèle Kremer-Marietti (1927–2013).

## Preise und Auszeichnungen
- 1965 Bundesstipendium Cité internationale des arts Paris
- 1970 Kunstpreis des Saarlandes, der wichtigste saarländische Kulturpreis[3]

## Werke (Auswahl)
- Tokkata für Akkordeon und Schlagzeug, 1948
- Deutsche Messe, 1949
- Kammerkonzert für vier Saxophone und Streichorchester, 1953
- Kammerkonzert für Oboe, Cembalo und Streichorchester, 1953
- Konzert für Klavier, fünf Bläser und Schlagzeug, 1953
- Streichquartett, 1954
- Musik für großes Orchester, Sinfonie in einem Satz, 1954
- Konzert für zwei Klaviere und Orchester, 1957
- Sonatine für Oboe und Klavier, 1960
- Battaglia per sette cori für Männerstimmen und großes Orchester, 1966
- Re-Perkussionen für zwei Klaviere, 1968
- Meditation für Tenor, Orgel und Tonband, 1969
- Dispersion für 2 Klaviere,2 Harfen, Celesta, Vibrafon und Marimbafon, 1969
- Alufonie für Aluinstrumente, 1970
- Atmungen – Beatmungen für 17 Akkordeons und Elektronium, 1970/71
- Lithophonie für Steininstrumente, 1971
- Grounds für großes Orchester, 1974
- Clavimobile für drei Pianisten an zwei Klavieren, 1977
- Pastorale „Was soll das bedeuten?“ für Clavichord zu vier Händen, 1977
- Dreieck für großes Orchester, 1986
- Drei Aphorismen. Für 2 Akkordeons mit Manual